# Hamlet (Dean)
Hamlet ist eine Oper in zwei Akten von Brett Dean (Musik) mit einem Libretto von Matthew Jocelyn nach Shakespeares Tragödie Hamlet. Sie wurde am 11. Juni 2017 im Glyndebourne Opera House bei Lewes uraufgeführt.

## Handlung

### Erster Akt
Die Oper beginnt mit einem Monolog Hamlets, in dem dieser den Tod seines Vaters, des Königs von Dänemark, betrauert.
Claudius, der Bruder des verstorbenen Königs, feiert mit einem Bankett seine Krönung. Gleichzeitig gibt er seine Hochzeit mit der Königinwitwe Gertrude bekannt. Die Anwesenden, darunter sein Ratgeber Polonius, gratulieren. Polonius’ Sohn Laertes warnt unterdessen seine Schwester Ophelia vor einer dauerhaften Beziehung mit Hamlet. Laertes verkündet seine baldige Abreise nach Frankreich, das er Dänemark unterwerfen will. Hamlets Freunde Horatio und Marcellus sind zur Trauerfeier des alten Königs aus Wittenberg angereist. Hamlet informiert sie darüber, dass es stattdessen eine Hochzeitsfeier gibt. Er zeigt deutlich seinen Unmut darüber, wie schnell seine Mutter über den Tod seines Vaters hinweggekommen ist. Diese versucht vergeblich, ihn zu besänftigen. Laertes verabschiedet sich von Ophelia. Auch Polonius hat mittlerweile von ihrer Liebe zu Hamlet erfahren. Obwohl sie ihm versichert, dass Hamlet ernsthafte Absichten hat, ist er mit der Verbindung nicht einverstanden. Hamlet wirft Claudius und Gertrude vor, sich mit ihrer schnellen Heirat gegen die Natur zu versündigen.
Nach dem Ende der Feier bleibt Hamlet in Gedanken versunken zurück. Horatio und Marcellus berichten ihm, dass sie in der vergangenen Nacht den Geist seines Vaters gesehen haben, der aber nicht mit ihnen sprechen wollte. Hamlet möchte ihn ebenfalls sehen und schlägt vor, in der nächsten Nacht gemeinsam zu wachen. Doch da erscheint der Geist auch schon. Als Hamlet ihn nach dem Grund für sein Erscheinen fragt, teilt der Geist ihm mit, dass er von seinem eigenen Bruder ermordet worden sei. Er fordert Hamlet nachdrücklich auf, seinen Tod zu rächen und Claudius zu töten.
In Sorge über Hamlets Verhalten beauftragen Claudius und Gertrude Hamlets frühere Studienkameraden Rosencrantz und Guildenstern, ihn auszuspionieren. Polonius ist überzeugt davon, dass Hamlet wahnsinnig geworden ist. Ophelia sucht Trost bei ihrem Vater und erzählt, dass Hamlet sie in völlig verwahrlostem Zustand in ihrer Kammer aufgesucht und einen herzerweichenden Seufzer ausgestoßen habe. Polonius zieht einen Brief Hamlets aus seiner Tasche, in dem dieser Ophelia seine Liebe versichert. Er glaubt, dass seine Tochter seinen Rat befolgt und Hamlet abgewiesen habe. Dies sei die Ursache für seinen Wahnsinn. Um diese Theorie zu überprüfen, will er gemeinsam mit Claudius ein Treffen Hamlets mit Ophelia belauschen. Gertrude, Rosencrantz und Guildenstern ziehen sich zurück, und Polonius und Claudius verstecken sich, während Ophelia Hamlet erwartet.
Hamlet erscheint, von Tod und verschmähter Liebe singend. Ophelia erinnert ihn an seine früheren Liebesbeteuerungen und zeigt ihm den von ihrem Vater erhaltenen Brief. Hamlet versichert ihr, dass er sie einst wirklich geliebt habe – doch das sei vorbei. Er rät ihr, schnell in ein Kloster einzutreten, und lässt sie allein. Ophelia ist erschüttert. Ihr Vater und Claudius kommen aus ihrem Versteck. Letzterer ist nicht vollständig überzeugt, dass Liebeskummer die Ursache für Hamlets Verhalten ist.
Hamlet und Horatio treffen auf Rosencrantz und Guildenstern. Hamlet erkennt sofort, dass sie von seinem Vater beauftragt wurden, ihn auszuforschen. Polonius kündigt zur Feier des Tages eine Theatervorführung der besten Schauspieler des Landes an.
Hamlet überredet einen der Schauspieler, bei ihrem Auftritt das Stück Die Ermordung des Gonzago zu spielen, das einige Parallelen zu der Ermordung seines Vaters enthält, und für das er eine passende Ergänzung verfasst hat. Er erklärt Horatio, dass er auf diese Weise Claudius dazu bringen möchte, seine Schuld einzugestehen.
Das Spiel beginnt und verläuft wie von Hamlet vorgesehen. Er selbst greift immer wieder erklärend in die Handlung ein. Es kommt zu einem Eklat. Claudius und die Gäste verlassen empört das Theater. Für Hamlet ist seine Reaktion Beweis genug.
In der Einsamkeit sucht Claudius vergeblich nach einem Gebet, das ihn von seiner Schuld reinwaschen könnte. Mit dem Vorsatz, seinen Vater zu rächen, betritt Hamlet den Raum – kann die Tat jedoch nicht ausführen. Stattdessen begibt er sich zum Gemach seiner Mutter, um sie zur Rede zu stellen. Gertrude befindet sich im Gespräch mit Polonius, der sich beim Nahen Hamlets im Kleiderschrank versteckt. Hamlet gibt vor, eine Ratte gesehen zu haben, und ersticht Polonius. Anschließend macht er seiner Mutter schwere Vorwürfe, seinen Vater verraten zu haben. Der Geist des alten Königs erscheint erneut und erinnert Hamlet an seine Aufgabe. Für Gertrude bleibt er unsichtbar.

### Zweiter Akt
Nach dem gewaltsamen Tod seines Vaters Polonius kehrt Laertes aus Frankreich zurück, um ihn zu rächen. Er verdächtigt zunächst Claudius, erfährt aber von diesem, Gertrude, Rosencrantz und Guildenstern schnell die Wahrheit über Hamlets Tat.
Ophelia erscheint völlig aufgelöst vor ihnen. Sie ist nach Hamlets Zurückweisung und dem Mord an ihrem Vater wahnsinnig geworden. Claudius schickt die über diese Szene zutiefst erschütterte Gertrude hinaus. Anschließend bespricht er mit Laertes, wie Hamlet am besten zu beseitigen sei, ohne dass jemand dafür zur Rechenschaft gezogen werden könne. Laertes schlägt Gift vor. Kurz darauf kehrt Gertrude zurück, um Laertes vom Tod seiner Schwester zu informieren: Ophelia hat sich in einen Fluss gestürzt.
Hamlet und Horatio beobachten einen Totengräber beim Ausheben eines Grabes. Sie unterhalten sich mit diesem über den zuvor dort Bestatteten, den früheren Hofnarren Yorick, den Hamlet noch als Kind kennengelernt hatte. Die Trauergesellschaft erscheint, unter ihnen Laertes, König Claudius und Gertrude. Erst jetzt erfährt Hamlet vom Tod seiner Geliebten, für die das Grab bestimmt ist. Es kommt zum Streit zwischen Hamlet und Laertes.
Rosencrantz und Guildenstern informieren Hamlet und Horatio darüber, dass der König einen Zweikampf zwischen Hamlet und Laertes vorgeschlagen habe und dem Sieger ein hohes Preisgeld verspreche. Hamlet nimmt die Herausforderung an.
Vor dem versammelten Hofstaat bittet Hamlet Laertes um Verzeihung für seine Tat, die Folge seines Wahnsinns gewesen sei. Laertes ist jedoch nicht bereit zu einer Versöhnung. Rosencrantz und Guildenstern reichen ihnen die Florette. Laertes lässt sich unter dem Vorwand, sein Florett sei zu schwer, vom König ein anderes (in Gift getauchtes) geben. Nach dem ersten Gang, den Hamlet für sich verbuchen kann, versucht Claudius, Hamlet zu überreden, auf seine Gesundheit zu trinken (der Wein ist ebenfalls vergiftet). Hamlet weist ihn zurück. Auch den zweiten Gang gewinnt Hamlet. Seine Mutter nimmt das Weinglas, um auf sein Glück anzustoßen. Claudius versucht vergeblich, sie davon abzuhalten. Im nächsten Gang verletzt Laertes Hamlet leicht am Arm. Der Kampf wird nun schärfer geführt, und Hamlet trifft Laertes tödlich. Im selben Moment bricht auch seine Mutter zusammen. Hamlet erkennt den Verrat und lässt die Tore schließen. Vor seinem Tod offenbart Laertes die Wahrheit über das vergiftete Florett und den Wein. Im allgemeinen Tumult tötet Hamlet Rosencrantz, Guildenstern und Claudius, bevor er selbst zusammenbricht. In seinen letzten Worten bittet er Horatio, der Welt seine Geschichte mitzuteilen.

## Gestaltung
Die Oper ist in zwei Akte mit insgesamt zwölf Szenen unterteilt, wobei der erste Akt beinahe die doppelte Länge des zweiten aufweist.
Der Librettist Matthew Jocelyn stellte den Text aus den drei relevanten Originalquellen von Shakespeares Hamlet zusammen. Er reduzierte die Handlung im Wesentlichen auf die Rache Hamlets und seine Verbindung mit Ophelia, wobei er den originalen Wortlaut beibehielt. Jedoch stellte er die Texte an einigen Stellen um und wies sie gelegentlich anderen Personen oder dem Chor zu. Den zweiten Teil seiner berühmten Worte „To be or not to be“ („Sein oder Nichtsein“) stammelt Hamlet bereits in der Eröffnungsszene. Vollständig spricht sie erst einer der Schauspieler in der Theaterszene.
Musikalisch legt Dean großen Wert auf das Atmosphärische und die Personencharakterisierung. Ein „Semi-Chor“ aus acht Sängern im Orchestergraben wird sinfonisch und geräuschhaft mit „seltsamen Rasselklänge[n] und Klicks, […] Zischen und Wispern“ eingesetzt. Elektronische Effekte nutzt Dean nur sparsam. Im Theater verteilte Schlagzeuger, Klarinetten und Trompeten verleihen der Musik eine räumliche Dimension. Es gibt nur wenige der für Deans Musikstil typischen musikalischen Zitate. In der Geisterszene herrscht ein „hohler“ Spaltklang der hohen und tiefen Instrumente vor. In der Theaterszene tritt ein Akkordeonspieler auf. Die Totengräberszene erinnert mit „jazzige[n] Trompetenklängen“ an die Musik Kurt Weills. Eine Anspielung an die Traditionen des Elisabethanischen Zeitalters ist die Besetzung von Rosencrantz und Guildenstern mit Countertenören. Die vielen Tode im tragischen Ende der Oper werden von „langsame[m] Absacken des Chors und der Streicher“ wie „auskomponiertes Stöhnen“ begleitet. Bei Hamlets Tod in den Armen Horatios erklingt eine Cellokantilene.

### Orchester
Die Orchesterbesetzung der Oper enthält die folgenden Instrumente:
- Holzbläser: drei Flöten (2. auch Piccolo, 3. auch Altflöte), zwei Oboen (2. auch Englischhorn), fünf Klarinetten (2. auch Bassklarinette, 3. auch Kontrabassklarinette, 4. und 5. im Theater), zwei Fagotte (2. auch Kontrafagott)
- Blechbläser: vier Hörner, vier Trompeten (3. und 4. im Theater), drei Posaunen, Tuba
- Pauken, Schlagzeug (vier Spieler, 3. und 4. im Theater)
- Akkordeon
- Harfe
- Keyboard (auch Klavier und Laptop)
- Streicher: zehn Violinen 1, acht Violinen 2, sechs Bratschen, sechs Violoncelli, vier Kontrabässe

Zwei identische Trios aus je einer Klarinette, einer Trompete und einem Schlagzeuger sollen im Theater verteilt werden.

## Werkgeschichte
Bei der Uraufführung am 11. Juni 2017 im Rahmen des Glyndebourne Festivals dirigierte Vladimir Jurowski den Clyndebourne Chorus und das London Philharmonic Orchestra. Regie führte Neil Armfield, die Bühne stammte von Ralph Myers, die Kostüme von Alice Babidge und das Lichtdesign von Jon Clark. Es sangen Allan Clayton (Hamlet), Barbara Hannigan (Ophelia), Rod Gilfry (Claudius), Sarah Connolly (Gertrude), Kim Begley (Polonius), Jacques Imbrailo (Horatio), John Tomlinson (Geist/Totengräber), David Butt Philip (Laertes), Rupert Enticknap (Rosencrantz) und Christopher Lowrey (Guildenstern). Das Akkordeon spielte James Crabb. Die Produktion war ein großer Publikumserfolg, der auch den wochenlangen sorgfältigen Proben, den erstklassigen Sängern, dem Chor, dem Orchester und dem Dirigenten zu verdanken war. Ein Video-Mitschnitt wurde auf der Website des Glyndebourne Festivals und auf der Internetplattform Culturebox bereitgestellt.
Die deutsche Erstaufführung fand am 24. November 2019 in der Oper Köln statt. Duncan Ward leitete den dortigen Chor, das Gürzenich-Orchester sowie das Rheinstimmen Ensemble. Die Inszenierung stammte von Matthew Jocelyn. Für die Bühne war Alain Lagarde verantwortlich, für die Kostüme Astrid Janson und für das Licht Christian Pinaud. James Crabb spielte erneut das Akkordeon. Die Hauptrollen sangen David Butt Philipp (Hamlet), Gloria Rehm (Ophelia), Andrew Schroeder (Claudius), Dalia Schaechter (Gertrude), John Heuzenroeder (Polonius), Wolfgang Stefan Schwaiger (Horatio), Dino Lüthy (Laertes), Patrick Terry (Rosencrantz) und Cameron Shahbazi (Guildenstern).
Nach einem Abstecher an die Metropolitan Opera (2022) wurde die sechs Jahre alte Glyndebourne-Produktion im Rahmen der Opernfestspiele im Sommer 2023 auch in München gezeigt. Mit Allan Clayton, Rod Gilfry, Jacques Imbrailo, John Tomlinson und Christopher Lowrey standen mehrere Sänger zur Verfügung, die schon die Uraufführung bestritten hatten. Clayton, der die Titelrolle verkörperte, erkranke jedoch während der Festspiele und wurde in den letzten Vorstellungen durch David Butt Philip ersetzt, der in Glyndebourne noch als Laertes zu hören war. Die Rolle von Gertrude übernahm in München Sophie Koch. Ein besonderer Triumph wurden die Abende für die norwegische Koloratursopranistin Caroline Wettergreen, die eine „phänomenale“ Ophelia gab. Die Premiere wurde vom Münchner Publikum gefeiert.